# Жаров, Геннадий Викторович
Генна́дий Ви́кторович Жа́ров (настоящая фамилия Сильчу́к) (13 июня 1949 — 20 июля 2021) — советский и российский певец, автор песен в жанре русский шансон.

## Биография
Родители: артист Московского театра эстрады Виктор Нестерович Сильчук (23 мая 1923 — 16 мая 2007) и медицинская работница Клавдия Ивановна Сильчук (1 мая 1922 — 15 декабря 2000). После окончания химического техникума в 1968 был призван на службу в Советскую армию, где служил в Баку в войсках ПВО и выступал в качестве басиста армейского вокально-инструментального ансамбля.
После 20 лет начал писать песни и стихи, пел на концертах и фестивалях, некоторое время был солистом группы «Контрасты» при Бауманском районном телефонном узле. В 1982 окончил Московский автомеханический институт, получил диплом инженера-конструктора и некоторое время работал по специальности. В том же году занял первое место на 2-м фестивале авторской песни[каком?], где получил диплом 1-й премии, подписанный Я. А. Френкелем, за песни «Аксинья» и «Ушаночка». В 1990 подписал контракт с продюсером С. В. Трофимовым и создал группу «Амнистия-2», затем выпустил альбом «Ушаночка», отмечен премией «Шансон года». Гастролировал по РФ и за рубежом. Сочинял песни и для других исполнителей, в том числе и для своей младшей дочери, Алёны Геннадьевны Жаровой, к альбому «Алые паруса».
20 июля 2021 года умер от коронавируса в Москве. Похоронен на кладбище села Боршева рядом с родителями.

## Семья
Был дважды женат, две дочери.

## Творчество
- 1992 — «Ушаночка»
- 1994 — «Лучшие песни»
- 1994 — «Тюр-лю-тю-тю»
- 1995 — «Скользкая дорога»
- 1996 — «От Севильи до Одессы»
- 1998 — «В Магадан командировочка»
- 2000 — «В городе Жиганске»
- 2001 — «Верстовые столбы»
- 2002 — «Киллер»
- 2003 — «Идет братва на Липецк»
- 2006 — «Фенечки да мулечки»
- 2008 — «Ушаночка — 2»
- 2010 — «Блатные»
- 2012 — «Легенды русского шансона. Геннадий Жаров»
- 2017 — «Одна судьба»